# الربيع بن ثعلب
أَبُو الفضل الربيع بْن ثعلب الْمَرْوَزِيّ البغدادي المقرئ، محدث سكن بَغْدَاد، وهو من الثقات.

## روايته للحديث النبوي
- حَدَّثَ عَنْ: يَحْيَى بْن عقبة بْن أَبِي العيزار، وَالفرج بْن فضالة، وَأبي إِسْمَاعِيل المؤدب، وَجارية بْن هرم، وَمسعدة بْن اليسع.
- روى عنه: عَبْد اللَّهِ بْن مُوسَى بْن أَبِي عُثْمَان الدهقان، وأَحْمَد بْن مُحَمَّد بْن يُوسُف بْن شاهين، وَعلي بْن إسحاق بْن زاطيا، وَعمر بْن أَيُّوب السقطي، وَعبد اللَّه بْن مُحَمَّد بْن ناجية، وَأبو الْقَاسِم البغوي وَغيرهم.

## ثناء العلماء عليه
- قال أبو العباس السراج: ثقة، كان من خيار المسلمين.
- قال أبو نصر بن ماكولا: ثقة.
- قال الدارقطني: ثقة.
- قال صالح بن محمد جزرة: صدوق ثقة من عباد الله الصالحين.
- قال علي بن الجنيد الرازي: ثقة صالح.
- قال محمد بن جرير الطبري: ذكر لي أنه كان رجلا صالحا صدوقا ورعا.
- قال يحيى بن معين: رجل صالح.[2]